# 天保 (北齐)
天保（550年五月—559年十二月）是北齊文宣帝高洋的第一個年号，歷時9年餘。
天保十年十月废帝高殷即位沿用。

## 大事记
- 天保七年（556年）十一月：齊帝高洋下詔實施行政簡化政策。[1]

## 纪年
| 天保 | 元年  | 二年  | 三年  | 四年  | 五年  | 六年  | 七年  | 八年  | 九年  | 十年  |
| ---- | ----- | ----- | ----- | ----- | ----- | ----- | ----- | ----- | ----- | ----- |
| 公元 | 550年 | 551年 | 552年 | 553年 | 554年 | 555年 | 556年 | 557年 | 558年 | 559年 |
| 干支 | 庚午  | 辛未  | 壬申  | 癸酉  | 甲戌  | 乙亥  | 丙子  | 丁丑  | 戊寅  | 己卯  |

## 參看
- 中国年号索引
  - 其他使用天保年號的政權
- 同期存在的其他政权年号
  - 大寶（550年正月—551年十二月）：南朝梁政權梁簡文帝萧綱的年号
  - 太始（551年十一月—552年三月）：南朝梁時期侯景的年号
  - 天正（552年四月—553年七月）：南朝梁政權武陵王萧紀的年号
  - 天正（551年八月—十一月）：南朝梁政權豫章王萧棟的年号
  - 承聖（552年十一月—555年四月）：南朝梁政權梁元帝蕭繹的年号
  - 天成（555年五月—十月）：南朝梁政權貞陽侯蕭淵明的年号
  - 紹泰（555年十月—556年八月）：南朝梁政權梁敬帝蕭方智的年号
  - 大定（555年正月—562年正月）：西梁政權梁宣帝蕭詧的年号
  - 天啓（558年三月—560年二月）：南朝梁政權永嘉王蕭莊的年号
  - 永定（557年十月—559年十二月）：南朝陈政權陳武帝陳霸先的年号
  - 大統（535年正月—551年十二月）：西魏政权西魏文帝元宝炬年号
  - 乾明：西魏年号
  - 武成（559年八月—560年十二月）：北周政权周明帝宇文毓年号
  - 永平：高昌政权麴玄喜年号
  - 和平：高昌政权年号
  - 建昌：高昌政权麴寶茂年号
  - 建元（536年—551年）：新羅真興王的年号
  - 開國（551年—568年）：新羅真興王之年號